# Дьюла Андраші (молодший)
Дьюла Габор Андраші (молодший) (угор. Andrássy Gyula Gábor Manó Ádám, нім. Graf von Csík-Szent-Király und Kraszna-Horka; 30 червня 1860 — 11 червня 1929) — австро-угорський державний діяч, дипломат, граф. Міністр закордонних справ Австро-Угорщини в 1918.
Походив зі стародавнього угорського дворянського роду; другий син Дьюли Андраші, міністр-президента Транслейтанії (1867—1871), міністра закордонних справ Австро-Угорщини (1871—1879).
У 1885 обраний депутатом парламенту Транслейтанії. У 1892 призначений молодшим статс-секретарем в уряді Шандора Векерле. У 1893 став міністром освіти. З 1894 — в ранзі міністра Транслейтанії, що забезпечує зв'язок з імперськими органами влади у Відні (Minister am königlichen Hoflager). У 1906—1910 — міністр внутрішніх справ Транслейтанії. Потім — голова опозиції в парламенті. Вважався одним з найбільш впливових угорських політиків перед початком Першої світової війни.
В умовах загальнонаціональної кризи, викликаної поразкою у війні, що насувалась, масовим дезертирством солдатів з фронтів і проголошенням незалежності в окремих частинах імперії, був призначений міністром закордонних справ Австро-Угорщини (24 жовтня — 2 листопада 1918). Робив невдалі спроби досягти сепаратного миру з Антантою.
З 1920 — безпартійний депутат Національних зборів Угорщини. У 1921 будучи головою християнсько-демократичної партії Угорщини, підтримував реставрацію імператора Карла I на угорському троні.
Помер 29 червня 1929 року в Будапешті.